# Antonio Del Duca
Antonio Del Duca (ur. 4 lipca 1926 w Casacanditella, zm. 9 lutego 2021 w Chieti) – włoski polityk i lekarz okulista, deputowany krajowy, poseł do Parlamentu Europejskiego I i II kadencji.

## Życiorys
W 1952 ukończył studia medyczne na Uniwersytecie Rzymskim „La Sapienza”, w 1955 uzyskał specjalizację z okulistyki. Praktykował następnie w zawodzie równolegle z karierą polityczną. Został członkiem Chrześcijańskiej Demokracji, od 1956 do 1979 pozostawał burmistrzem rodzinnego miasta Casacanditella. Od 1968 do 1979 zasiadał w Izbie Deputowanych V, VI i VII kadencji. W latach 1980–1984 i 1988–1989 sprawował mandat posła do Parlamentu Europejskiego, zastępując Emilio Colombo (I kadencja) i Ciriaco De Mitę (II kadencja, po odmowie objęcia mandatu przez Renato Dell'Andro). Przystąpił do Europejskiej Partii Ludowej (Chrześcijańskich Demokratów).
Był żonaty z Sofią, miał czworo dzieci.